# Charles Ebbets
Pour le photographe, voir Charles Clyde Ebbets.
Charles Ebbets, né le 1859 et décédé le 1925, était un architecte new-yorkais qui fut dirigeant de baseball. Il fut président-propriétaire des Brooklyn Dodgers de 1898 à 1925. Il évita le transfert des Dodgers à Baltimore en début de mandat puis dota à grands frais sa franchise d'un stade moderne : Ebbets Field, inauguré en 1913.